# Capela de Nossa Senhora dos Remédios (Lisboa)
A Capela de Nossa Senhora dos Remédios, também Ermida do Espírito Santo, é um edifício religioso situado na Rua dos Remédios, no bairro de Alfama, freguesia de Santa Maria Maior (Lisboa).

## História
A capela tem a sua história ligada aos pescadores de Alfama e ao culto do Espírito Santo. Foi mandada construir cerca de 1517 pela Irmandade de São Pedro Telmo, cujos membros eram pescadores e mareantes. A invocação da capela, dedicada a Nossa Senhora dos Remédios, está relacionada com uma antiga lenda, de acordo com a qual foi encontrada uma imagem da Virgem dentro de um poço, à entrada, cujas águas se tornaram milagrosas.
Por volta de 1551 a irmandade construiu um hospital ao lado da capela, que mais tarde teria um papel importante na assistência a crianças abandonadas. No início do século XVII foram construídas a sacristia, a casa de despacho e outras dependências da confraria. Em 1694 tanto a igreja como edifícios associados foram remodelados, mas após o terramoto de 1755, que afetou fortemente a zona, a igreja teve de ser reconstruída. Os trabalhos de restauro terminaram em 1757, excepto o hospital, que não foi reconstruído.

## Arquitectura e arte
Apresenta características dos estilos manuelino e barroco. A fachada principal exibe um portal manuelino de arco polilobado com decoração vegetalista e um escudo com a pomba do Espírito Santo. A capela é de nave única sem transepto coberta com tecto de estuque e capela-mor curta, também de planta rectangular. As paredes da nave possuem azulejos do século XVIII e a capela-mor possui retábulo com tábuas pintadas atribuídas à oficina de Gregório Lopes. Um aspecto inusual da capela é a localização da casa de despacho, que ocupa o andar sobre a nave da igreja.
O portal está classificado como Monumento Nacional desde 1910, enquanto que a Capela é um Imóvel de Interesse Público.